# Acanthofungus
Die Pilzgattung Acanthofungus  ist eine Satellitengattung innerhalb des Aleurodiscus-Komplexes und gehört zur Familie der Schichtpilzverwandten (Stereaceae). Die Typusart der Gattung, Acanthofungus rimosus Sheng H. Wu, Boidin & C.Y. Chien., ist ein Weißfäuleerreger, der auf der in Taiwan endemischen Weihrauchzeder Calocedrus formosana wächst.

## Merkmale
Die kissenförmigen Fruchtkörper haben ein glattes Hymenium und ein monomitisches Hyphensystem. Die Hyphen sind knotig-septiert, tragen also an den Septen Schnallen. Neben den keuligen und 4-sporigen Basidien findet man im Hymenium als sterile Elemente Gloeozystiden und zahlreiche Acanthohyphiden. Die Gloeozystiden lassen sich mit Sulfobenzaldehydreagenzien anfärben. Die amyloiden und zweikernigen Basidosporen sind elliptisch und glatt. Ihr Kernverhalten ist heterozytisch. Eine extracelluläre Phenoloxidase wird nicht gebildet, weshalb die Pilze auf ihrem Substrat eine Weißlochfäule hervorrufen.

## Ökologie und Verbreitung
Die Typusart Acanthofungus rimosus wächst auf dem in Taiwan endemischen Nadelbaum Calocedrus formosana. Seine Fruchtkörper haben Ähnlichkeit mit Xylobolus frustulatus, dem  Gemeinen Mosaikschichtpilz und erzeugen in dem befallenen Holz ebenfalls eine Weißlochfäule.

## Systematik

Maximum Likelihood-Stammbaum. Der Bootstraptest wurde mit 500 Wiederholungen durchgeführt, nur Werte über 50 % werden angezeigt. Alle rDNA-Sequenzen stammen von der GenBank, die GenBank-Nummer ist für jede Sequenz angegeben. Alle weiteren Informationen findet man in der Bildbeschreibung.

Die Gattung wurde 2000 durch Sheng-Hua Wu, Jacques Boidin und Chiu Yuan Chien definiert. Der Gattungsname setzt sich zusammen aus den beiden griechischen Wörtern acanthos (Dorn)  und  fungus (Pilz) und bezieht sich auf die zahlreichen in den Pilzen vorkommenden Acantohyphidien. Molekularbiologische Untersuchungen der 28S rDNA-Gene zeigen, dass die Typusart der Gattung nahe mit Aleurodiscus bisporus und der Gattung der Schichtpilze (Stereum s. s. (im engeren Sinne)) verwandt ist. Acanthofungus unterscheidet sich von den Schichtpilzen durch seine Weißlochfäule und sein monomitisches Hyphensystem. Außerdem tragen die generativen Hyphen bei Acanthofungus Schnallen, während Schnallen bei den Weißfäule hervorrufenden Schichtpilzen fehlen. Der nächste Verwandte Aleurodiscus bisporus bildet auf Laubbäumen effuse Fruchtkörper und wurde bisher nur in Guadeloupe gefunden. Er unterscheidet sich durch das Fehlen von Schnallen, seine positive Phenoloxidase-Reaktion und seine zweisporigen Basidien. Der Gemeine Mosaikschichtpilz (Xylobolus frustulatus) und Aleurodiscus lividocoeruleus sind ebenfalls nahe verwandt. Xylobolus frustulatus hat ganz ähnliche Fruchtkörper und erzeugt, wie Acanthofungus rimosus, eine Weißlochfäule (Phenoloxidase-Reaktion negativ), bildet aber keine Schnallen. Aleurodiscus lividocoeruleus hingegen hat Schnallen und ist Phenoloxidase positiv.

## Arten
Neben der neubeschriebenen Typusart stellen Sheng H. Wu und seine Mitautoren Aleurodiscus ahmadii (Boidin) Boidin und Aleurodiscus thoenii (Boidin, Lanq. & Gilles) Núñez & Ryvarden ebenfalls in die neu definierte Gattung, ohne dies durch molekularbiologische Daten zu stützen. Beide Arten haben ähnliche Merkmale wie die Typusart, bei Aleurodiscus ahmadii sind die Sporen allerdings deutlich kleiner und bei Aleurodiscus thoenii deutlich größer. Wu begründet die Neukombination mit dem Vorkommen von Schnallen und der negativen Phenoloxidasereaktion. Beides sind Merkmale, die innerhalb der Familie der Schichtpilzverwandten sehr variabel sind und daher kaum etwas über die tatsächlichen Verwandtschaftsverhältnisse aussagen. Deshalb wurde die Neukombination von vielen Mykologen mit Skepsis aufgenommen.
| Merkmalstabelle der Acathofungus-Arten |                                            |                                                                                           |                                       |
| \| Merkmal \| Aleurodiscus ahmadii \| Aleurodiscus thoenii \| Acanthofungus rimosus \| \| ------------------- \| ------------------------------------------ \| ----------------------------------------------------------------------------------------- \| ------------------------------------- \| \| Fruchtkörper \| effuse bis effuse-reflex \| effuse \| kissenförmig \| \| Farbe des Hymeniums \| Weiß bis cremefarben, rosa oder grau \| Rosa, grau, braun \| Weiß bis cremefarben \| \| Gloeocystidien \| Zylindrisch bis spindelig 35–200 × 5–12 µm \| Zylindrisch, spindelig oder keulig, oft perlschnurartig eingeschnürt 30–60 × 7–15 (20) µm \| Röhrig bis zylindrisch –100 × 5–12 µm \| \| Hyphiden \| Acanthohyphiden \| Acanthohyphiden, Dendrohyphiden \| Acanthohyphiden \| \| Basidien \| Keulig 20–35 × 4,5–5,5 µm \| Zylindrisch bis keulig 30–50 (65) × 7–9 µm \| Keulig 30–40 × 5,5–7 µm \| \| Sporen \| 4,5–6,5 × 2,5–4 µm \| (7) 8–11 × 4,5–6 µm \| 6–8 × 4–5 µm \| |                                            |                                                                                           |                                       |
| Merkmal | Aleurodiscus ahmadii                       | Aleurodiscus thoenii                                                                      | Acanthofungus rimosus                 |
| Fruchtkörper | effuse bis effuse-reflex                   | effuse                                                                                    | kissenförmig                          |
| Farbe des Hymeniums | Weiß bis cremefarben, rosa oder grau       | Rosa, grau, braun                                                                         | Weiß bis cremefarben                  |
| Gloeocystidien | Zylindrisch bis spindelig 35–200 × 5–12 µm | Zylindrisch, spindelig oder keulig, oft perlschnurartig eingeschnürt 30–60 × 7–15 (20) µm | Röhrig bis zylindrisch –100 × 5–12 µm |
| Hyphiden | Acanthohyphiden                            | Acanthohyphiden, Dendrohyphiden                                                           | Acanthohyphiden                       |
| Basidien | Keulig 20–35 × 4,5–5,5 µm                  | Zylindrisch bis keulig 30–50 (65) × 7–9 µm                                                | Keulig 30–40 × 5,5–7 µm               |
| Sporen | 4,5–6,5 × 2,5–4 µm                         | (7) 8–11 × 4,5–6 µm                                                                       | 6–8 × 4–5 µm                          |